# إدوارد إف. كروفورد (سياسي)
إدوارد إف. كروفورد هو محامي وقاضي وسياسي أمريكي، ولد في 1919، وتوفي في 25 سبتمبر 1975. نشط حزبياً في الحزب الجمهوري. وقد انتخب عضو جمعية ولاية نيويورك ‏.